# BHCA
BHCA (ang. busy hour call attempts) – wartość określająca liczbę prób nawiązania połączenia w godzinie największego ruchu.
W inżynierii ruchu telekomunikacyjnego parametr ten jest używany do projektowania wydajności systemów telekomunikacyjnych. Im większa liczba prób nawiązania połączenia, tym większa jest wymagana moc obliczeniowa procesorów sterujących procesami komutacji. Na przykład szacuje się centrala telefoniczna o wydajności 1 000 000 BHCA może obsługiwać 250 000 abonentów. Dokładniejsze obliczenia są uzależnione od liczby dostępnych łączy, wymaganych współczynników jakościowych i ruchliwości abonentów.
BHCA jest używane obok obliczeń ruchu w erlangach.